# Parafia św. Barbary w Krzyżanowie
Parafia św. Barbary w Krzyżanowie – parafia rzymskokatolicka z siedzibą w Krzyżanowie, w dekanacie Malbork I, w diecezji elbląskiej.

## Zasięg parafii
Do parafii należą wierni z miejscowości: Stare Pole, Krzyżanowo, Klecie, Kaczynos, Kławki, Kraszewo, Parkany, Szaleniec, Szlagnowo, Złotowo, Ząbrowo.
Parafia została erygowana w 1319 roku. Kościół w Krzyżanowie został wybudowany w latach 1325–1330 wtedy też konsekrowany. Kościół filialny w Starym Polu wybudowano w 1879 roku. Został poświęcony 14 lutego 1879 roku.
Grupy parafialne: Odnowa w Duchu Świętym, Żywy Różaniec, Liturgiczna Służba Ołtarza, Oaza dzieci i Rycerstwo Niepokalanej.

Kapłani posługujący w parafii:
Proboszcz: Ks. mgr lic. Sławomir Lorek (1 VII 2023)
Wikariusz: Ks. mgr Łukasz Jakubowski (1 VII 2023)